# Твеслейзен
Твеслейзен (нід. Tweesluizen) — селище в нідерландській провінції Гелдерланд. Входить до муніципалітету Бюрен. Перша згадка про селище датується 1899 роком. Його назва перекладається як «два шлюзи». Наразі у селищі нараховується близько 20 будинків.